# Lauren Davis
Lauren Davis (Gates Mills, Ohio, 9 de octubre de 1993) es una tenista profesional estadounidense. Su ranking más alto a nivel individual fue el puesto N.º 43, alcanzado el 21 de julio de 2014. En individuales ha ganado 1 título WTA (Auckland 2017) y 7 del circuito ITF. No ha cosechado hasta el momento títulos en dobles.

## Vida personal
Su padre Bill es cardiólogo y su madre Traici es enfermera. Tiene un hermano mayor llamado Billy de ocupación estudiante y un perro raza caniche llamado Pierre. Comenzó a jugar al tenis a los 9 años de edad, su superficie favorita son las pistas duras y su golpe favorito es el revés.

## Carrera

### Carrera júnior
Davis hizo su debut en el Abierto de Estados Unidos 2008 gracias a una Wild Card recibida de la organización del evento, pero perdió en primera ronda frente a Alja Tomljanovic.
Después de alcanzar la tercera ronda en un torneo de Grado 1 en Carson, California, ganó su primer torneo juvenil en un torneo de Grado 3 en Filadelfia, derrotando a Brooke Bolender 6-2, 3-6, 6-2. Terminó el 2009 alcanzando los cuartos de final del  Abierto de EE. UU., y la tercera ronda en el torneo de Orange Bowl
Llegar a la final del Easter Bowl, perdiendo frente a Krista Hardebeck. Posteriormente vuelve a perder en la final de otro torneo, el Trofeo Bonfiglio haciéndolo ante Beatrice Capra. En noviembre de 2010, gana los torneos Grado 1, Yucatan World Cup,  y el Eddie Herr youth tournament, así como un torneo grado A, el Orange Bowl. Terminó este gran año como N.º 3 en la gira júnior.
Terminó su carrera como júnior después de caer derrotada en tercera ronda en el Abierto de Australia 2011.

### 2011
Davis recibió una invitación (wild card) para disputar el Abierto de Australia 2011, donde hizo su primera aparición en un Grand Slam contra la quinta cabeza de serie, Samantha Stosur en la primera ronda, perdiendo por un doble 6-1. De la misma manera (mediante invitación), disputó el Masters de Indian Wells 2011 perdiendo ante la checa Zuzana Ondrášková por 6-2, 6-1 y el Us Open perdiendo también en primera ronda ante la germana Angelique Kerber po 7-6(3), 6-3.

### 2012
Vuelve a disputar el Masters de Indian Wells mediante una wild card, derrotando en primera ronda a Petra Martic por 6-2, 7-6(7), perdiendo posteriormente en segunda ronda frente a la rusa Nadia Petrova por 6-3, 6-2. Lauren perdió en la primera ronda clasificatoria para Indian Wells frente a la rusa Vera Dushevina.
Disputó la ronda clasificatoria para Roland Garros con éxito. En primera ronda obtiene una victoria frente a la cabeza de serie N.º 30, la alemana Mona Barthel con un sorprendente 6-1, 6-1, pero cae derrotada en segunda ronda ante su compatriota Christina McHale por 6-1, 6-3.

## Títulos WTA (2; 2+0)

### Individual (2)
| Leyenda                                |
| Grand Slam (0)                         |
| Juegos Olímpicos (0)                   |
| WTA Finals (0)                         |
| P. Mandatory & Premier 5, WTA 1000 (0) |
| Premier, WTA 500 (0)                   |
| International, WTA 250 (2)             |

| No. | Fecha               | Torneo   | Superficie | Oponente en la final   | Resultado   |
| 1.  | 7 de enero de 2017  | Auckland | Dura       | Ana Konjuh             | 6-3, 6-1    |
| 2.  | 14 de enero de 2023 | Hobart   | Dura       | Elisabetta Cocciaretto | 7-6(0), 6-2 |

#### Finalista (2)
| No. | Fecha                    | Torneo     | Superficie | Oponente en la final | Resultado |
| 1.  | 24 de julio de 2016      | Washington | Dura       | Yanina Wickmayer     | 4-6, 2-6  |
| 2.  | 18 de septiembre de 2016 | Quebec     | Dura (i)   | Océane Dodin         | 4-6, 3-6  |

## Títulos ITF (7)

### Individuales (7)

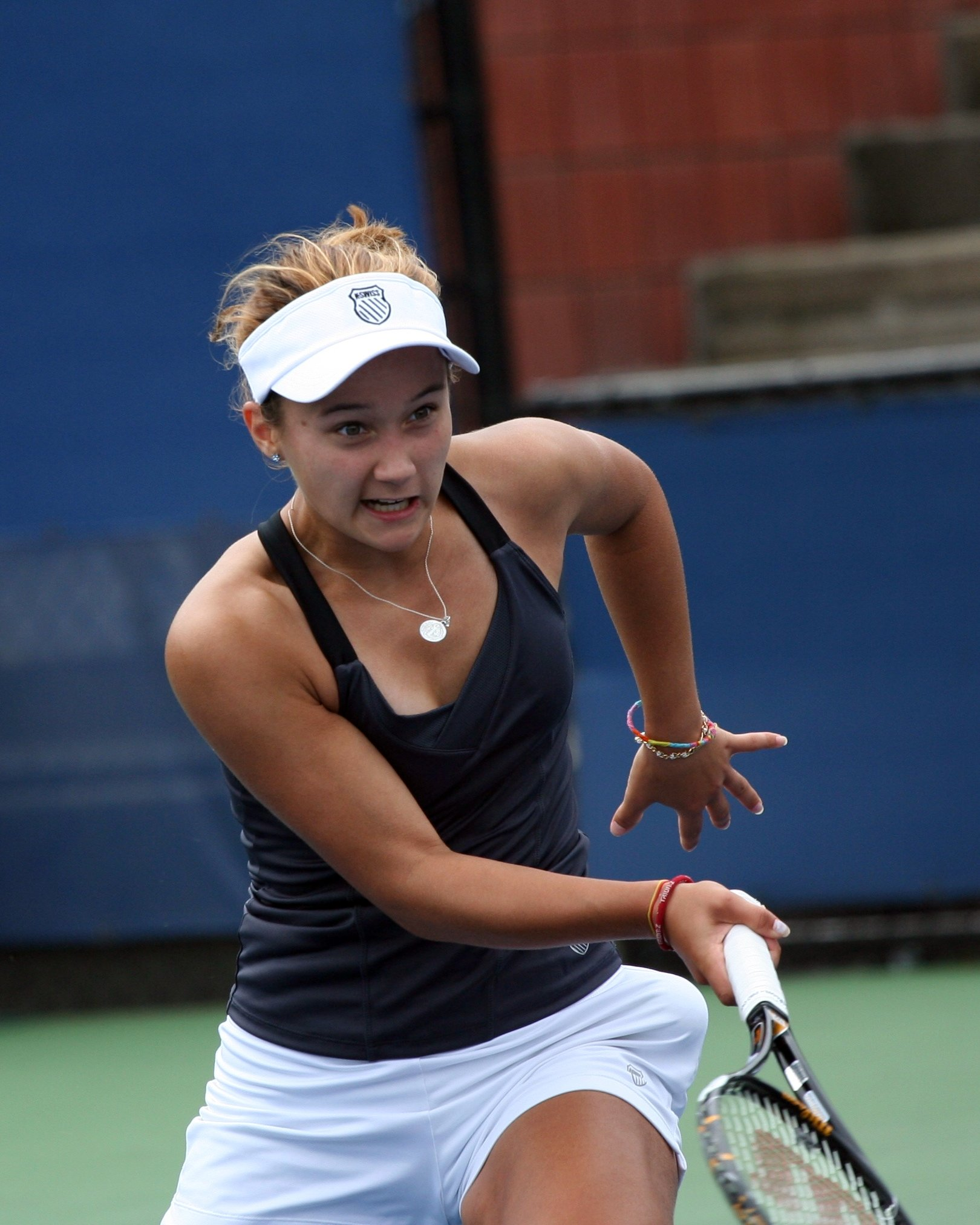
Lauren Davis durante la disputa del US Open Junior de 2009.

| Torneos de $100,000 |
| Torneos de $75,000  |
| Torneos de $50,000  |
| Torneos de $25,000  |
| Torneos de $15,000  |
| Torneos de $10,000  |

| N.º | Fecha                    | Torneo                      | Superficie    | Rival            | Resultado      |
| --- | ------------------------ | --------------------------- | ------------- | ---------------- | -------------- |
| 1.  | 10 de octubre de 2010    | Williamsburg, EE. UU        | Tierra batida | Liga Dekmeijere  | 6–0, 6–0       |
| 2.  | 25 de octubre de 2010    | Bayamón, Puerto Rico        | Dura          | Madison Keys     | 7–65, 6–4      |
| 3.  | 11 de julio de 2011      | Atlanta, EE. UU             | Dura          | Alexis King      | 1–6, 6–2, 6–2  |
| 4.  | 27 de junio de 2011      | Búfalo, Nueva York, EE. UU  | Tierra batida | Nicole Gibbs     | 5–7, 6–2, 6–4  |
| 5.  | 16 de enero de 2012      | Plantation, Florida, EE. UU | Tierra batida | Gail Brodsky     | 6–4, 6–2       |
| 6.  | 24 de septiembre de 2012 | Las Vegas, EE. UU           | Dura          | Shelby Rogers    | 6–75, 6–2, 6–2 |
| 7.  | 4 de febrero de 2013     | Midland, EE. UU             | Dura (i)      | Ajla Tomljanović | 6–3, 2–6, 7–62 |